# ブーム・オーバーチュア
オーバーチュア
ブーム・オーバーチュアのイメージ図
- 用途：超音速輸送機
- 設計者：ブーム・テクノロジー
- 製造者：
- 運用状況：開発中

ブーム・オーバーチュア（英: Boom Overture）は、アメリカ合衆国のブーム・テクノロジー（Boom Technology）によって2029年に導入が計画され、Mach 1.7 (1,000 kn; 1,800 km/h)4,500 nmi (8,300 km) での飛行が提案された超音速旅客機である。
ブーム・テクノロジーは500の飛行可能なルートがあれば、ビジネスクラス運賃の超音速旅客機1000機の市場が生まれる可能性があると主張している。2017年12月までに76 件の受注が集まった。
機体はデルタ翼構成 (コンコルドと同じ)を持ち、複合材料で構築される予定で、3つのドライ (非アフターバーナー) ターボファンエンジンを採用している（15,000–20,000 lbf (67–89 kN)）。

## 市場

### 概要
マッハ2.2の海上での飛行時間はニューヨーク市とロンドン間は3時間15分、マイアミとチリのサンティアゴは3時間48分。サンフランシスコと東京間で5時間30分、ロサンゼルスとシドニーは 6時間45分が予定されているが、4,500 nmi (8,300 km)の範囲を超えて太平洋を横断するフライトでは、途中給油が必要になる。
ブームテクノロジーのCEOブレーク・スコール（Blake Scholl）は「2035年までに1000機の超音速旅客機の市場が存在する可能性がある」と述べている。
同社は2016年の時点で目標価格を2億米ドルに設定している。（オプションとインテリアを除いた値引き前の価格）
同社は、すべての客席をビジネスクラスと仮定した場合のマイルあたりの運用コストは、亜音速ワイドボディ航空機よりも低いと主張している。
同社の工場は10年間で1000～2000機の潜在的な航空機市場向けに、年間最大100機の航空機を組み立てることができる規模になるとしている。
同社はニューヨークからロンドンへの往復で5000ドルの運賃を目標としているが、コンコルドでの同じ運賃はインフレ調整済みで 20000ドルであり、就航当時はそれが唯一収益上有益なルートであった。同じ燃料燃焼により、とりわけ亜音速ビジネスクラスと同様の運賃が可能になるとしている。
サンフランシスコ-東京間やロサンゼルス-シドニー間などの長距離路線では、ビジネスクラス15席に加えて、フラットなファーストクラス30席を提案することができる。
2016年3月、リチャード・ブランソンは、 ヴァージン・グループが10機の発注オプションを保有しており、 ヴァージン・ギャラクティックの子会社であるThe Spaceship Companyがジェット機の製造とテストを支援することを確認した。
ヨーロッパの匿名の航空会社も15機のオプションを保持している。2件の取引の総額は50億ドルである。
2017年のパリエアショーでは51機が追加発注され、76機を受注することになった。
2017年12月、5社の航空会社から76機のコミットメントのうち、日本航空が最大20機のジェット機を事前発注したことが確認された。
ブーム・テクノロジーのCEOであるBlake Schollは、2000機の超音速ジェット機が500の都市を結び、ロンドンからニューヨークへの片道運賃で既存の亜音速ビジネスクラスと同じ2000ポンドを約束するとしている。 
2021年6月3日、ユナイテッド航空は、2029年までに旅客便を開始する予定で、最大50機を購入する契約に署名したことを発表した。 
2023年1月に、ブーム・スーパーソニックは、ノースカロライナ州のピードモント・トライアド国際空港にある62エーカー (25 ha) の敷地に最先端製造施設であるオーバーチュア・スーパーファクトリーの建設を開始。2032年までに、ブームはスーパーファクトリーで2400人以上の労働者を雇用する予定である。同機のオプションと将来の購入を含め、アメリカン航空、ユナイテッド航空、日本航空から130機を受注している。

### 受注状況
| 契約締結日    | 航空会社         | 発注国         | 確定発注 | オプション | 発注取消 |
| ------------- | ---------------- | -------------- | -------- | ---------- | -------- |
| 2017年12月5日 | 日本航空         | 日本           | -        | 20         | -        |
| 2021年6月3日  | ユナイテッド航空 | アメリカ合衆国 | 15       | 35         | -        |
| 2022年8月16日 | アメリカン航空   | アメリカ合衆国 | 20       | 40         | -        |
|               | 不明な顧客       | 不明の旗       | -        | 51         | -        |
| 合計          | 合計             | 合計           | 35       | 156        | -        |

## 開発
2016年3月、ブーム・テクノロジーは、コンセプトドローイングと木製のモックアップを作成した。
2016年10月にはデザインが変更され、全長が155 ft (47 m)になり乗客は最大50人と10席の増加、翼幅はわずかに増加、ETOPS-180適用のため3番目のエンジンが追加された。また、より高密度な構成では55人の乗客を乗せることが出来る。2017年の時点では、2023年に導入が予定されていたが2018年7月までに、2025年に延期された。その時点で1000回以上の模擬風洞試験を受けていた。
同社は、他の亜音速長距離機と同様に空港周辺での騒音レベルをステージ4(en:Aircraft noise pollution)に保ちつつ、太洋横断する航空各社の時刻表とフィットし、高い利用率を可能にする、マッハ2.2クルーズを実現したい考えであった。構成は、2019年末から2020年初頭に、エンジンの選択、サプライチェーン、工場の立ち上げと合わせて確定される予定だった。
機体とエンジンの開発、認証には60億ドルの費用がかかり、シリーズC（英語: Venture round）投資家が必要である。
Bラウンドでは、多くの特別な条件や先例がありつつも、実証機(XB-1)の飛行、エンジン・機体の構造体・アビオニクスのサプライヤー確保、認証プロセスの定義を含む、主要なマイルストーンを達成するために十分な資金が調達された。
2019年6月のパリエアショーで、CEOのブレーク・ショルは、導入を当初の2023年から、6機の航空機による2年間の試験の後の2025〜2027年に延期することを発表した。
2020年9月、同社は、エアフォースワンとして使用可能なオーバーチュアを開発するために、米国空軍と契約したことを発表した。
2020年10月7日、同社は、2021年にカリフォルニア州モハーベ航空宇宙港から初飛行する予定のデモ機XB-1を公開。2021年に風洞試験を開始し、2022年に月5～10機の航空機を生産できる工場の建設を開始する予定である。
同社は2025年に初号機を公開し、2029年までに型式証明を達成することを目指している。
ショルは2030年に就航可能と見積っている。
現在、同社はマッハ1.7での巡航を目指している。
2022年1月、同社はさらなる開発のため、米国空軍のAFWERX（英語: AFWERX）プログラムから6000万ドルの助成金を獲得したと発表した。
2022年7月、同社は、米国政府とその同盟国向け特別仕様機の開発のためノースロップ・グラマンと提携したと発表した。
2022年7月19日、同社は再設計された機体モデルをファーンボロー国際航空ショーで公開すると発表した。

## 設計
ブーム・オーバーチュアの翼の構成は、コンコルドの75%スケールモデルのように設計された、従来のコンパウンド デルタ低超音速ドラッグである。SAI Quiet Supersonic Transport (QSST) のような低ソニックブーム、またはアエリオン AS2の層流超音速フローテクノロジーは使用していない。翼の縦横比が1.5と低いため、低速の抗力が高く、離陸時に航空機は高い推力を必要とする。ブームはまた、着陸時のノーズアップ姿勢にも対処する必要があった。機体のメンテナンスコストは、他の炭素繊維の旅客機と同様である必要がある。乾式エンジン、複合構造、および既存の技術に依拠することにより、コンコルドの 4 分の 1 のコストで稼働するとされている。55席の旅客機の重量は77100kg (170000ポンド） 。全長が170 ft (52 m)で全幅は60 ft (18 m)であり、ファーストクラスの乗客10名を含む45名の乗客か、あるいは75 in (190 cm)のシートピッチで 55 人の乗客を収容できる。2021年には、全長を205ft(62m)に延長し定員が65名〜80名とする計画を発表したが、最大離陸重量や必要となるエンジン出力については公開されていない。
FAA とICAOは、陸地の上空での超音速飛行を可能にするソニックブーム規格に取り組んでいる。 NASAは、コンコルドの105 PNLdBよりも低いPNLdBブームの一般の受け入れ可能性を評価するために、2021年に低ブーム飛行実証機を計画している。離陸時にボーイング 777-300ER のような現在の旅客機よりも大きな音を出すべきではないからである。超音速ジェット機は、FAA の離陸騒音規制を免除され、騒音を制限するよりも加速用に最適化されたより狭いエンジンを使用することで、燃料消費量を20～30%削減できる。
2017年、ハネウェルとNASAは、陸路、その混乱を最小限に抑えるために、予測ソフトウェアとコックピットディスプレイソニックブーム示す途中を試験された。

### エンジン
ブーム・テクノロジーは、コンコルドのロールスロイス/スネクマ オリンパスとは異なり、アフターバーナーのない中程度のバイパス ターボファンを使用したいと考えている。唯一の選択肢はジェット戦闘機のエンジンであり、民間航空に求められる燃費も信頼性もなかったことから2016年現在、わずか10台販売するためにこのようなエンジンを開発するエンジンメーカーは存在しなかった。
同社は、高速ジェットエンジンの騒音と、 最新のワイドボディ航空機と比較して、単位距離あたりおよび座席あたりの燃料消費量が3倍になる課題に対処する必要があった。
国際クリーン輸送評議会は、オーバーチュアが亜音速のビジネスクラスの乗客の少なくとも3倍の燃料を消費すると見積もった。
上述のエンジンは、既存のターボファンエンジン設計の修正版になることを目的としているが、メンテナンスコストが高くなる。
商用エンジンの派生型またはクリーンシート設計のいずれかとして、2018年に選択される予定だった。輸出規制のため、軍用エンジンである可能性は低い（55席の旅客機は、15,000–20,000 lbf (67–89 kN)亜音速ジェットよりもメンテナンス間隔が短いアフターバーナーのないエンジン）。
新しい低圧スプールを備えた既存の商用エンジン コアの開発は、クリーン シート設計よりも優先される。より大きな直径のファンは、より高い燃料燃焼とより低い航続距離のためにより高い巡航推力の要件があるものの、より高いバイパスとより低い離陸ノイズのために好まれる。
ジェットエンジンの吸気圧縮には低圧コアが必要であり、既存の3–4:1バイパス比ターボファンの派生物は、離陸時の騒音と波の抗力の間の妥協点であり、優れた燃料効率である。 Lockheed Martin's Skunk Worksの Dave Richardson は、全体の圧力比が低い適切なエンジンが不足していると指摘した。GE J79、GE YJ93 、GE4 、PW J58 、ロールス・ロイス オリンパスなどの1950年代から1960年代のエンジンの開発は、より高い効率が追求され、その後のより高温のコアの材料科学の進歩が長期の超音速耐久性に最適化されていないときに終了した。PW JT8Dまたは GE J79は、現在のエンジンよりも適していて、途方もない開発コストにより、新しい低バイパス比ターボファンの実現は困難を極めている。
2020年7月、同社はロールスロイスとエンジン開発で協業することで合意したと発表した。
2022年12月、ブームはオーバーチュア用に設計された新しい推進システムであるブーム・シンフォニーを発表した。エンジン設計は、クレイトス・ディフェンス&セキュリティ・ソリューションズ社、添加剤技術設計コンサルティングは、GE・アビエーション社、メンテナンスは、スタンダードエアロ社の3社と協力してシンフォニー・エンジンの開発を行う。

## 燃料
ブーム・オーバーチュアは、50%の持続可能な航空燃料(SAF) で飛行が認定されたエンジンを使用する現在の民間航空機とは対照的に、100% の SAFで飛行することを目的としている。

## 仕様

### 一般的な特性
- 人数: 旅客 45 名（うち 10 名は first class ）または55名（シートピッチが 75in (190cm) の場合）。
- 長さ: 170ft (52m)
- 翼幅: 60ft (18m)
- 最大離陸重量: 170000[6]lb (77111kg)
- エンジン: 4 × Rolls-Royce medium-bypass turbofans without afterburners, 15000-20000[13]lbf (67–89kN) thrust each

### 性能
- 最高速度: Mach 2.2[3]
- 航続距離: 4500nmi (5200mi, 8300km)
- 釣合滑走距離（Balanced Field Length） 10000 ft (3048 m)[32]

## 参考資料
1. ↑  “Overture”. Boom Supersonic. 2025年2月12日閲覧。
2. 1 2 3  Bjorn Fehrm (2016年11月17日). “Will Boom succeed where Concorde failed?”. Leeham News
3. 1 2 3 4  Aaron Karp (2017年5月3日). “Boom CEO sees market for 1,000 supersonic passenger jets by 2035”. Air Transport World (Aviation Week)
4. ↑  “What does the airplane cost?”. FAQ.   Boom. 2019年1月25日閲覧。
5. 1 2 3  Dominic Perry (2017年11月13日). “Boom Supersonic to pick engines in 2018”. Flightglobal
6. 1 2 3  Stephen Trimble (2017年11月11日). “Boom to make a big noise at show about shortening long-haul travel”. Flightglobal
7. 1 2 3  Stephen Trimble (2017年6月20日). “Boom Aerospace unveils design for XB-1 demonstrator”. Flightglobal
8. ↑  Kokalitcheva, Kia (2016年3月23日). “This Startup Is Developing Supersonic Planes for Virgin Group”. Fortune
9. ↑  “Boom, the startup that wants to build supersonic planes, just signed a massive deal with Virgin”. TechCrunch (Oath Tech Network). (2016年3月23日)
10. 1 2  Tom Batchelor (2018年7月23日). “Supersonic jets linking 'hundreds' of cities with ultra-fast flights will be 'affordable for all', plane maker insists.”. The Independent
11. ↑  United Airlines [@United] (2021年6月3日). "We're the first U.S. airline to sign an agreement for @boomaero's 'Overture' airliners which are expected to be net-zero carbon and connect 500+ cities in nearly half the time. Taking off in 2029: boomsupersonic.com/united #BoomSupersonic". X（旧Twitter）より2023年2月2日閲覧。
12. ↑  Boom Supersonic Begins Construction On Overture - SimpleFlying
13. 1 2 3 4 5  Stephen Trimble (2017年12月5日). “JAL invests heavily in supersonic Boom”. Flightglobal
14. ↑  “JALとBOOM TECHNOLOGY.INC,資本業務提携で合意”.   日本航空 (2017年12月5日). 2024年4月2日閲覧。
15. ↑  Szondy (2016年3月22日). “Can Boom bring back supersonic flight without the astronomical price tag?”.  Gizmodo. 2016年3月22日閲覧。
16. ↑  “Potential Mach 2.2 Airliner Market Pegged At $260 Billion”. Aviation Week. (2016年10月12日)
17. ↑  Guy Norris (2016年11月15日). “‘Baby Boom’ Supersonic Demonstrator Unveiled”. Aviation Week
18. ↑  Mark Phelps (2018年7月18日). “Supersonic Future Remains Uncertain, Says New Report”. AIN online
19. ↑  Graham Warwick (2019年1月23日). “Boom Advances Overture Supersonic Airliner As Demonstrator Takes Shape”. Aviation Week & Space Technology
20. ↑  Greg Waldron (2019年6月19日). “Boom XB-1 schedule slips, while JAL eyes Overture”. flightglobal
21. ↑  Cook (2020年9月8日). “Boom Enters Supersonic Air Force One Race”. AVweb. 2020年9月14日閲覧。
22. ↑  Hemmerdinger, Jon (2020年10月7日). “Boom rolls out XB-1 supersonic demonstrator, lays out Overture timeline” (英語). Flight Global
23. ↑  Jon Hersey (2020年10月7日). “Reinventing Flight: An Interview with Blake Scholl”. The Objective Standard
24. ↑  Eric Berger (2022年1月27日). “US Air Force spends $60 million on supersonic commercial airliner”. ArsTechnica
25. 1 2  Sean Broderick (2017年12月5日). “Boom Lands Japan Air Lines as Major Investor, Customer”. AIN
26. 1 2  Guy Norris (2017年12月5日). “JAL Options Up to 20 Boom Supersonic Airliners”. Aviation Week & Space Technology
27. ↑  "Reviving supersonic flight would likely have significant harmful environmental consequences, new analysis shows" (Press release). International Council on Clean Transportation. 17 July 2018.
28. ↑  Guy Norris (2018年7月10日). “Boom Focuses On Derivative Engines For Supersonic Airliner Plan”. Aviation Week & Space Technology
29. ↑  O'Connor (2020年7月30日). “Boom, Rolls-Royce Partner On Supersonic Overture”. AVweb. 2020年7月30日閲覧。
30. ↑  “Boom Supersonic announces new developers for Overture engine” (英語). Globalair.com. 2023年2月2日閲覧。
31. ↑  Pegoraro, Rob (2022年12月13日). “Boom Supersonic Finally Picks Engine Provider, and It's Not Who You Think” (英語). PCMAG. 2023年2月2日閲覧。
32. ↑  "Airliner". Boom Technology.